# 허츠 (음악 그룹)
허츠(Hurts)는 잉글랜드의 신스팝 듀오이다. 2009년에 결성되었다.